# پیتزو دی کامپلو
پیتزو دی کامپلو (به لاتین: Pizzo di Campello) یک کوه در سوئیس است که در کانتون تیچینو واقع شده‌است. پیتزو دی کامپلو ۲٬۶۶۰ متر بالاتر از سطح دریا واقع شده‌است.